# République de Prekmurje
29 mai 1919 – 6 juin 1919
(8 jours)
Entités précédentes :
- République des conseils de Hongrie

Entités suivantes :
- Royaume des Serbes, Croates et Slovènes
- République des conseils de Hongrie

La république de Prekmurje ou Pomurie (hongrois : Vendvidéki Köztársaság ou Mura Köztársaság ; slovène : Murska republika ; allemand : Murrepublik ; prekmure : Respublika Mürska) était un État slovène éphémère qui exista en 1919. Son nom provient de la rivière Mur qui traverse la région et pourrait se traduire par « République d'Outre-Mur ». Aujourd'hui, la Pomurie est une région slovène. Une partie de l'ancienne république fait partie de la Hongrie, dans la région du Vendvidék.

## Géographie
La région (assez plate et traversée par la rivière Mur) est localisée au sud-ouest de la plaine de Pannonie. Les principales localités sont Murska Sobota, Szentgotthárd, Lendava, Beltinci et Dobrovnik. Cette région est habitée par une population de langue slovène à majorité catholique et hongroise à égalité catholique et protestante (en).

## Histoire
Au sein de l'Autriche-Hongrie, la Pomurie est située historiquement à la jonction entre l'Autriche, la Hongrie et la Croatie. Jusqu'à la fin de la Première Guerre mondiale, la région appartenait au royaume de Hongrie.
En 1918, l'armée française d'Orient avait conquis le Pomurie mais les Hongrois reprirent la zone avec le 83e régiment d'infanterie. Le traité de Belgrade en 1918 laissa la zone à la Hongrie. Néanmoins, les Serbes désiraient créer un grand État reliant les Slaves de la région des Balkans (Yougoslavie) avec les Slaves de la Tchécoslovaquie.
Le 21 mars 1919, les communistes hongrois fondent la république des conseils de Hongrie, une entité prosoviétique et très anticléricale. Les communistes désiraient confisquer les biens de l'Église et exproprier les propriétés ecclésiastiques. Les catholiques de la Pomurie ne l'entendirent pas ainsi et décidèrent de former une république autonome. À Lendava, une campagne anti-communiste débuta mais fut défaite. Le 29 mai, Vilmos Tkálecz (en) et d'autres régionaux déclarent l'indépendance en se basant sur les quatorze points de la liste du président américain Woodrow Wilson mettant en avant le droit des minorités à avoir leur propre destinée en main. Le nouvel État reconnut l'Autriche en espérant avoir des armes en échange.
Dès le 6 juin 1919, l'armée communiste hongroise de Bela Kun conquiert la région pour démanteler la république. Tkálecz s'enfuit en Autriche. Les communistes tuèrent près de 50 paysans anti-communistes et la répression fut sévère tandis que les habitants durent donner des sommes importantes au gouvernement de Bela Kun. Le 1er août, la république soviétique de Hongrie est vaincue par les forces coalisées de la Tchécoslovaquie, de la Roumanie, du royaume des Serbes, Croates et Slovènes et de la France (armée Franchet d'Espérey). Le 17 août 1919 la Pomurie demande son rattachement au royaume des Serbes, Croates et Slovènes, reconnu par le traité de Saint-Germain en septembre. Après la Seconde Guerre mondiale, elle est rattachée à la République socialiste de Slovénie. La Slovénie obtient son indépendance de la Yougoslavie en 1991, la Pomurie étant l'une des régions historiques et statistiques du pays.

## Population
La population était alors proche des cent mille habitants. Vingt à vingt-deux mille étaient de langue hongroise, huit-mille étaient germanophones, trois mille étaient Croates et les autres étaient Slovènes. Depuis 1991, la zone appartient à la Slovénie en tant que région historique et statistique de la Pomurie. Cette région à majorité slovène dispose toujours d'une minorité hongroise et certaines communes sont par ailleurs bilingues.